# Campionato europeo di pallanuoto 1989 (femminile)
La IIIª edizione del campionato europeo di pallanuoto femminile si è tenuta a Bonn dal 14 al 20 agosto 1987, nel contesto dei XIX campionati europei LEN.
Il torneo si è svolto in due fasi. Nella prima le dieci partecipanti erano divise in due gironi al termine dei quali le prime due classificate si sono qualificate per le semifinali

La Nazionale olandese ha dominato la rassegna, conquistando il terzo titolo europeo consecutivo.

## Squadre partecipanti
GRUPPO A
- Francia
- Gran Bretagna
- Norvegia
- Svezia
- Ungheria

GRUPPO B
- Belgio
- Germania Ovest
- Grecia
- Italia
- Paesi Bassi

## Fase preliminare

### Gruppo A
|    | Squadra       | Punti | G | V | N | P | GF | GS | DR  |
| -- | ------------- | ----- | - | - | - | - | -- | -- | --- |
| 1. | Ungheria      | 6     | 3 | 3 | 0 | 0 | 52 | 14 | +38 |
| 2. | Francia       | 4     | 3 | 2 | 0 | 1 | 32 | 26 | +6  |
| 3. | Norvegia      | 2     | 3 | 1 | 0 | 2 | 17 | 39 | -22 |
| 4. | Svezia        | 0     | 3 | 0 | 0 | 3 | 17 | 39 | -22 |
| 5. | Gran Bretagna | rit   | 0 | - | - | - | -  | -  | -   |

- 16 agosto

| Ungheria | 20 – 5 | Svezia   |
| Francia  | 13 – 8 | Norvegia |

- 17 agosto

| Ungheria | 10 – 6 | Francia |
| Norvegia | 6 – 4  | Svezia  |

- 18 agosto

| Francia  | 13 – 8 | Svezia   |
| Ungheria | 22 - 3 | Norvegia |

### Gruppo B
|    | Squadra        | Punti | G | V | N | P | GF | GS | DR  |
| -- | -------------- | ----- | - | - | - | - | -- | -- | --- |
| 1. | Paesi Bassi    | 8     | 4 | 4 | 0 | 0 | 80 | 11 | +69 |
| 2. | Italia         | 6     | 4 | 3 | 0 | 1 | 34 | 37 | -3  |
| 3. | Germania Ovest | 4     | 4 | 2 | 0 | 2 | 36 | 28 | +8  |
| 4. | Grecia         | 2     | 4 | 1 | 0 | 3 | 15 | 55 | -30 |
| 5. | Belgio         | 0     | 4 | 0 | 0 | 4 | 20 | 54 | -33 |

- 14 agosto

| Paesi Bassi    | 26 – 2 | Belgio |
| Germania Ovest | 14 – 1 | Grecia |

- 15 agosto

| Italia      | 12 – 8 | Belgio |
| Paesi Bassi | 26 – 2 | Grecia |

- 16 agosto

| Italia      | 9 – 5  | Grecia         |
| Paesi Bassi | 13 – 4 | Germania Ovest |

- 17 agosto

| Italia | 10 – 9 | Germania Ovest |
| Grecia | 7 – 6  | Belgio         |

- 18 agosto

| Germania Ovest | 9 – 4  | Belgio |
| Paesi Bassi    | 15 – 3 | Italia |

## Fase finale

### Semifinali
- 20 agosto

| Ungheria    | 8 – 6  | Italia  |
| Paesi Bassi | 20 – 5 | Francia |

### Finali
- 19 agosto — 7º posto

| Svezia | 4 – 5 | Grecia |

- 19 agosto — 5º posto

| Norvegia | 4 – 16 | Germania Ovest |

- 20 agosto — Finale per il Bronzo

| Italia | 9 – 10 dTS | Francia |

- 20 agosto — Finale per l'Oro

| Ungheria | 11 – 14 | Paesi Bassi |

## Classifica finale
| Campione d'Europa | Campione d'Europa | Campione d'Europa |
| --- | ----------------- | --- |
| Paesi Bassi Perik · Boering · Brander · van den Veen · van den Water · van den Heuvel · Lindhout · Sindorf · Kranenburg · Libregts · van den Meer · Verdam · Nijenhuis · Spijker, CT: Peter van den Biggelaar |                   | |
| Argento | Ungheria          | UngheriaHuff · Szalkay · Dancsa · Eke · Stieber · Vincze · Rafael · Ernst · Kertész · Kókai · Bajusz, CT: János Konrád. |
| Bronzo | Francia           | |
| 4, | Italia            | |
| 5. | Germania Ovest    | |
| 6. | Norvegia          | |
| 7. | Grecia            | |
| 8. | Svezia            | |
| 9. | Belgio            | |
| - | Regno Unito       | ritirata |